# 鉛室法
鉛室法（えんしつほう）とは、かつて行われた硫酸の製造法である。窒素酸化物や硝酸類を用いる硫酸製造法（硝酸法）の代表例といえるものである。より高品質の硫酸が得られる接触法が登場したため駆逐され、現在では廃れてしまった。

## 歴史
1746年にイギリスの化学技術者ジョン・ローバック (John Roebuck) によって基礎技術が確立され、1793年、フランスの化学者ニコラ・クレマン (Nicolas Clement) とシャルル・デゾルム (Charles Bernard Désormes) が鉛室法を完成した。
1818年、フランスの物理学者、化学者であるゲイ＝リュサックが鉛室法を改良し、1827年には、鉛室で生成した窒素酸化物を回収するため、鉛室の後段に接続するゲイ＝リュサック塔を考案した。1837年にはフランスの硫酸工場に最初の塔が設置されたものの、広範囲には使われなかった。
1859年には、イギリスのジョン・グローバー (John Glover) が回収した不純物を含む硫酸から硝酸を分離するためのグローバー塔を考案した。ゲイ＝リュサック塔はグローバー塔と組み合わせることで真価を発揮し、硝酸法の地位が確立した。これをもって、硫酸製造の工業化が完成されたとされている。イオウの燃焼室、グローバー塔、鉛室、ゲイ＝リュサック塔を直列に接続し、グローバー塔とゲイ＝リュサック塔の間で硫酸を循環させるシステムができあがった。
1870年代には、鉛室の前後に2種類の塔を備えた硫酸工場がイギリスを中心にヨーロッパ中に広まった。
鉛室法は長い間標準的な製法であったが、白金触媒を用いる接触法が開発され、ついで、1915年に発見された五酸化バナジウム触媒を用いるBASF法に置き換えられていった。
日本では1872年（明治5年）、貨幣に利用する金や銀の洗浄に用いるために大阪市北区天満にある大阪造幣局に初めて設置された。製造能力は1日当たり、180キログラムであった。

## 構成および原理

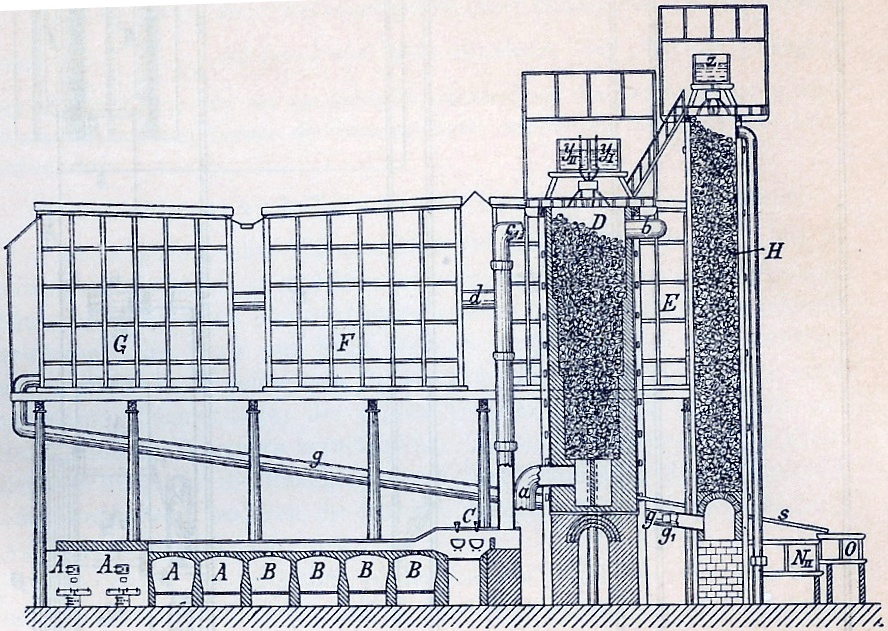
鉛室法による硫酸製造設備の構成要素 A,B は 焙焼炉, C は硝石炉, D は グローバー塔, E,F,G は 鉛室, H は ゲイ＝リュサック塔である。焙焼炉で生成したSO_{2}をNO_{x}と鉛室内で反応させて硫酸を得る。

典型的な製造設備は次のような構成要素から成る。あらかじめ硝石と硫酸とを反応させてプロセス内に窒素酸化物を充満させておく。
{\displaystyle {\ce {2NaNO3 + H2SO4 -> Na2SO4 + H2O + NO + NO2 + O2}}}
{\displaystyle {\ce {2NOHSO4 + H2O -> 2H2SO4 + NO + NO2}}}
- 焙焼炉

以下の構成要素に対する二酸化硫黄の供給源となる。硫黄を焙焼することによって、含量8 - 9 %程度の二酸化硫黄を含む気体を発生させる。
{\displaystyle {\ce {S8 + 8O2 -> 8SO2}}}
{\displaystyle {\ce {4FeS2 + 11O2 -> 2Fe2O3 + 8SO2}}}
- グローバー塔

（以下に述べる）ゲイ＝リュサック塔から供給される窒素酸化物が溶け込んだ含硝硫酸を、（以下に述べる）鉛室から供給される35 %程度の硫酸で薄めて、焙焼炉から供給される二酸化硫黄と反応させ、78 %程度の硫酸を製造する装置である。未反応の二酸化硫黄と窒素酸化物とを含むガスは、以下の鉛室に送られる。
- 鉛室

厚さ数 mmの鉛製タンクで、この製造法における主要反応設備である。グローバー塔で硫酸とならなかった高温の二酸化硫黄ガスに水を噴霧し、35 %程度の硫酸を製造する。この硫酸はグローバー塔に送られ、窒素酸化物を主成分とする排ガスは以下のゲイ＝リュサック塔に送られる。
水の存在により窒素酸化物は亜硝酸・硝酸に変化し、二酸化硫黄を酸化させるなど様々な経路を経て硫酸が生成される。中間物質である硫酸水素ニトロシルNOHSO4を経る特徴的な変化手順を示すと以下のようになる。反応には冷却が欠かせないため鉛室は必然的に大きくなる。
{\displaystyle {\ce {2NO2 + H2O -> HNO2 + HNO3}}}
{\displaystyle {\ce {SO2(aq) + 2HNO2 -> H2SO4 + 2NO}}}
{\displaystyle {\ce {SO2(aq) + HNO3 -> NOHSO4}}}
{\displaystyle {\ce {NOHSO4 + HNO2 -> H2SO4 + NO2 + NO}}}
{\displaystyle {\ce {2NO +O2 -> 2NO2}}}
- ゲイ＝リュサック塔

グローバー塔で生成した78 %程度の硫酸の一部と鉛室から送られる排ガスを反応させ、硫酸水素ニトロシルなどを含む含硝硫酸を製造する。これにより窒素酸化物は回収され、残りはプロセス外へ排ガスとして出される。ゲイ＝リュサック塔で生成した含硝硫酸はグローバー塔に送られ、窒素酸化物源および硫酸源として利用される。結果的に窒素酸化物は二酸化硫黄を酸化させる触媒として機能し、系内を循環する触媒として機能する。
{\displaystyle {\ce {2H2SO4 + NO + NO2 -> 2NOHSO4 + H2O}}}
{\displaystyle {\ce {H2SO4 + 2NO2 -> NOHSO4 + HNO3}}}
結果として次の発熱反応が系内で起きていることになる。
{\displaystyle {\ce {SO2 + 1/2O2 +H2O -> H2SO4 + 54,000 cal}}}
最終的に取り出される硫酸の濃度は74 %程度となる。この硫酸は濃硫酸ではないため、濃硫酸を得るためにはさらに加熱して脱水するなどして精製を行う必要がある。のちに登場した接触法では97 %程度の濃硫酸が直接得られるため、得られる濃度については接触法にアドバンテージがある。また反応に鉛室を用いているため、生成した硫酸には少なからず鉛などの重金属やヒ素などの有害物質が含まれる。これは、生成した硫酸を肥料原料に用いる際などに問題となった。